# Fernsehturm Almaty
Der Fernsehturm Almaty steht auf dem Berg Kök-Töbe (kasachisch für: grüner Hügel) in der kasachischen Stadt Almaty.
Der in vertikaler Kragarmkonstruktion errichtete Turm ist 371,5 Meter hoch und hat zwei Betriebsgeschosse auf 146 Meter und 252 Meter Höhe, die über zwei Aufzüge erreichbar sind. Im Unterschied zu vielen ähnlichen Fernsehtürmen ist der Fernsehturm Almaty keine Beton-, sondern eine Stahlrohrkonstruktion. Er ist die höchste freistehende Stahlrohrkonstruktion der Welt. Da Almaty erdbebengefährdet ist, wurde er so konstruiert, dass er Erdbeben bis zu einer Stärke von 10 auf der Richterskala aushalten kann.
Der Turm wurde zwischen 1975 und 1983 unter Leitung der Architekten Tersijew, Sawtschenko, Akimow und Ostrumow errichtet. 